# 언스트 엔 영
언스트 앤 영(Ernst & Young)은 프라이스워터하우스쿠퍼스, 딜로이트, KPMG와 함께 세계 4대 회계법인 (Big Four)를 이루는 대형 회계법인이다.
언스트 엔 영은 231,000 직원에 700개 이상의 사무소로 약 150 개 국가에서 있으며, 포괄적으로 EY한영의 업무를 네 개의 서비스로 압축하면 회계감사업무, 세무업무, 금융자문업무, 컨설팅업무로 알려져있다.
2017년에 포춘에서 EY는 가장 일하기 좋은 100대 기업에서 29위를 차지했다.

## 같이 보기
- 4대 회계사무소